# Arthur Baarth
Gottlieb Rudolph Otto Robert Arthur Baarth (* 28. Februar 1858 in Gutsbezirk Modrze, Kreis Posen-West; † 23. Juli 1937 in Dresden) war ein preußischer Verwaltungsjurist, Landrat und Politiker. Er war auch ein Gegner des Mittellandkanals („Kanalrebellen“). Er war der Sohn des Rittergutsbesitzers Richard Eduard Baarth (* 18. Dezember 1833 in Posen; † vor 1897 in Modrze) und der Wilhelmine Auguste Elisa Julie Clara Bergwelt (* 17. September 1834 in Posen; † vor 1897 in Modrze).

## Leben
Baarth war Doktor der Rechte und amtierte seit 1887 als Landrat im Kreis Posen-Ost, bis er im Jahr 1899 z.D. gestellt wurde. Von 1899 bis 1903 war er Mitglied im Preußischen Abgeordnetenhaus für die Deutschkonservative Partei (DkP). 1903 bis 1907 war er als Regierungsrat im Polizeipräsidium in Berlin beschäftigt.